# Philistinisme
Le philistinisme, notion qui a son origine dans le terme biblique de « philistin », est repris au sens figuré de l'allemand Philister, dans la connotation péjorative que lui prête au XVIIe siècle le milieu des étudiants en théologie pour désigner leur ennemi « bourgeois » hostile aux « choses de l'esprit ». Le mot revient  surtout dans la tradition littéraire allemande à l'époque romantique. 
Le mot « philistinisme », apparu en 1851 en français, vise à caractériser le philistin au sens figuré qu'il a pris en allemand depuis le siècle précédent. 
Du XIXe siècle au XXe siècle, le concept de philistin a été développé plus spécialement par le poète et critique culturel anglais Matthew Arnold dans son essai Culture et anarchie et par la politologue, journaliste et philosophe allemande Hannah Arendt, dans La Crise de la culture. 

## Définition et origines du terme «philistin»
Aujourd'hui, le dictionnaire Larousse donne cette définition générale du philistin comme de quelqu'un qui est fermé aux arts, aux lettres, et aux inventions.
Il s'agit de la reprise au sens figuré  du mot ancien d'origine biblique désignant le peuple des philistins (en hébreu : פְּלִשְׁתִּים, pelištīm). Le nom et adjectif « philistin, ine » est issu d'un emploi particulier, en tant que nom commun attesté vers 1190, du nom ethnique Philistin, venu du « latin chrétien Philistinus », afin de rendre le nom hébreu « d'un peuple de Palestine ennemi des Israélites » . 
Le mot s'est trouvé connoté péjorativement par la suite, notamment dans son emploi par les romantiques allemands. Au XVIIIe siècle, l'emploi en français du mot « philistin », emprunté au sens figuré de l'allemand Philister introduit au XVIIe siècle dans le milieu des étudiants en théologie au sens de « bourgeois, ennemi des étudiants et de ceux qui se consacrent aux choses de l'esprit », vaut pour une « personne à l'esprit borné ».
D'après le  Dictionnaire historique de la langue française, le terme « philistinisme », apparu en 1851, est « un mot d'usage littéraire pour désigner le caractère, l'attitude, les conceptions du philistin ».

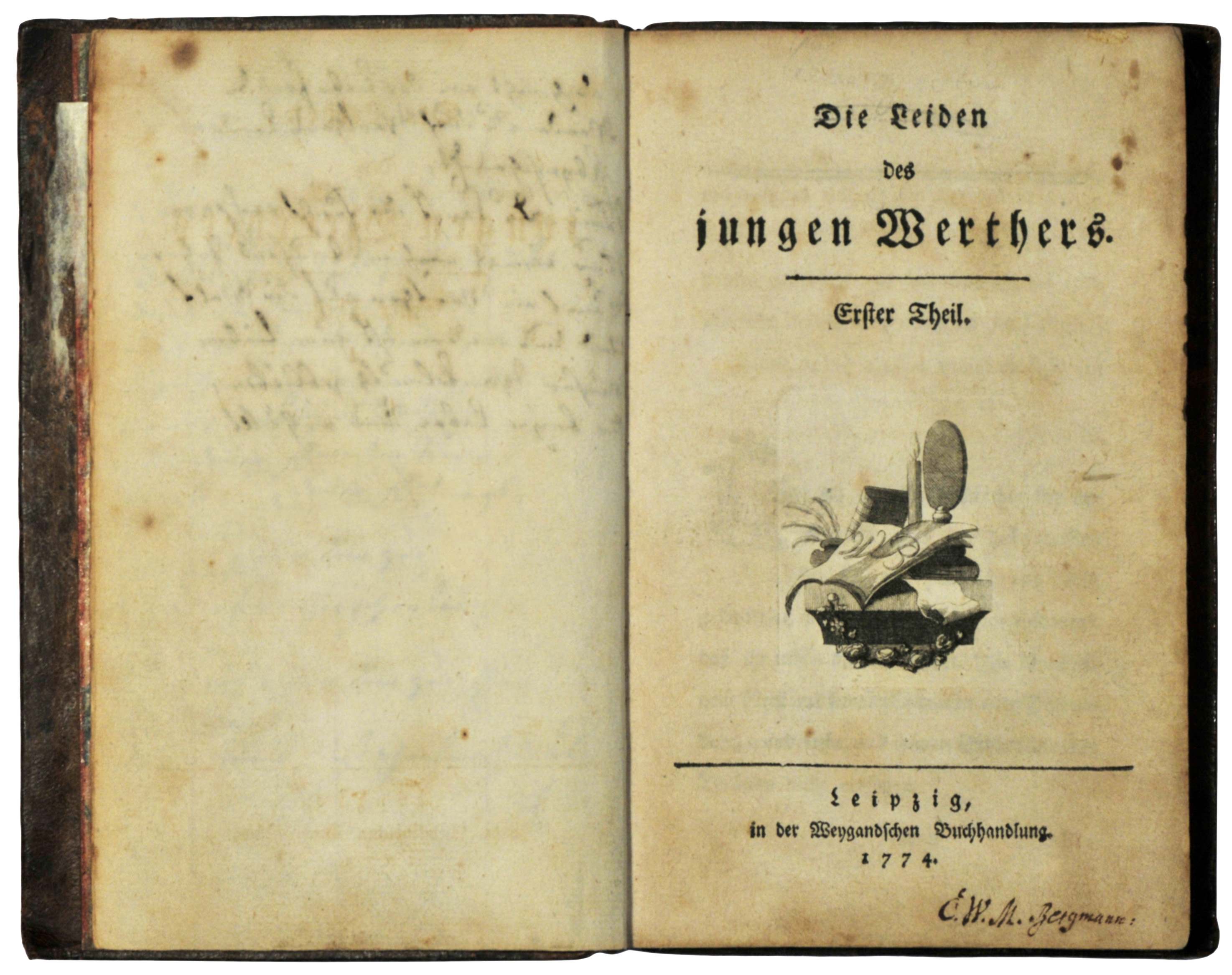
Dans Les Souffrances du jeune Werther (1774) de Goethe, le héros critique les philistins (lettre du 26 mai).

## LePhilisterdans la tradition littéraire et philosophique allemande
Selon le germaniste Jean-Charles Margotton, « les définitions que la littérature nous donne du philistin [Philister], antithèse de l'intellectuel, du poète ou de l'artiste idéaliste, sont dues aux plus grandes plumes, depuis Goethe jusqu'à Nietzsche, en passant par Novalis, Brentano ou Schopenhauer ».
Hanna Arendt rappelle que ce mot, provenant de l'allemand Philister, était autrefois employé comme expression par les étudiants allemands afin de désigner les individus étrangers à l'université (c'est-à-dire les bourgeois, la classe marchande). Le terme, apparu dès la fin du XVIIe siècle dans ce milieu estudiantin pénétré de culture biblique, comporte deux dimensions qui, d'après Margotton, sont et resteront fondamentales : une « critique de l'étroitesse d'esprit » d'une part, « l'expression d'une conscience élitaire » d'autre part.
En fait, le terme, chargé de connotations, est flou, ce qui explique son succès, lequel ne se limite pas, quant à son sens, à la critique sociale du « petit-bourgeois ». Le philistin n'est pas que « le reflet [...] des divisions et du retard politique du pays » ; il reflète aussi plus profondément « la contradiction  entre les aspirations de l'élite intellectuelle, produite par l' Aufklärung, et les possibilités de leur réalisation ».

## Reprise ultérieure du terme de «philistin» jusqu'au vingtième siècle

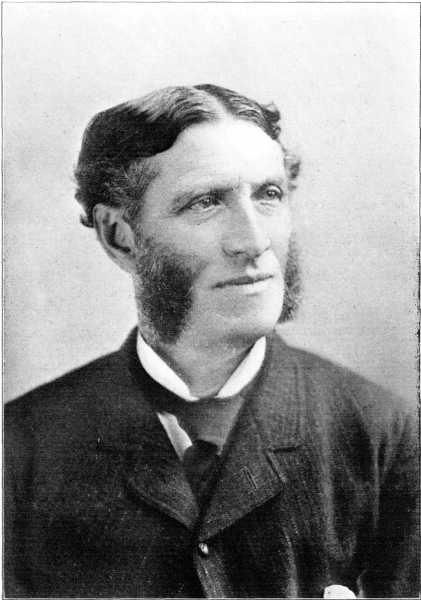
Le poète et critique britannique Matthew Arnold a adapté le mot allemand Philister au mot anglais philistine afin de désigner l'anti-intellectualisme.

### Chez Arnold
Dans Culture and Anarchy (1869), Matthew Arnold divise la société de l'Angleterre de son époque en trois classes : la classe aristocratique, la classe moyenne et la classe ouvrière. Il nomme les membres de la classe moyenne « philistins » et les caractérise par leur goût de l'argent et du confort matériel. Il écrit : 
« S'il n'y avait pas cet effet de purification exercé sur nos esprits par la culture, le monde entier, l'avenir comme le présent, appartiendrait inévitablement aux Philistins. Les personnes qui croient le plus que notre grandeur et notre bien-être sont prouvés par le fait que nous sommes très riches, et qui consacrent le plus leur vie et leurs pensées à devenir riches, sont ceux que nous appelons les Philistins. La culture dit : "Considérez donc ces gens, leur manière de vivre, leurs habitudes, leurs manières, le ton même de leur voix ; regardez-les attentivement ; observez la littérature qu'ils lisent, les choses qui leur procurent du plaisir, les mots qui sortent de leur bouche, les pensées qui font le mobilier de leur esprit ; est-ce qu'une quantité quelconque de richesse vaudrait la peine d'être possédée à la condition de devenir comme ces gens en la possédant ?". »
— Culture et anarchie (1869)

### Chez Arendt
Le philistinisme théorisé par Hannah Arendt se scinde en deux branches :
- le philistinisme inculte
- le philistinisme cultivé

#### Le philistinisme inculte
Le philistinisme inculte est une notion définie par Arendt telle qu'un « état d'esprit qui juge de tout en termes d'utilité immédiate et de valeurs matérielles et n'a donc pas d'yeux pour des objets et des occupations aussi inutiles que ceux relevant de la nature et de l'art ». C'est ainsi le sens que l'on retrouvait chez les Grecs, et chez les étudiants allemands évoqués précédemment. 
Le monde selon Arendt est ce qui unit les hommes dans leurs désaccords, clivages et divergences, ce qui leur est commun, ce qui créé un lien entre eux, et ce qu'ils partagent. Ce monde n'est autre que l'esprit, et l'ensemble de ses œuvres (art et culture) dans la mesure où l'apparence de l'esprit est la beauté.
Ainsi, celui qui se désintéresse des arts et de la culture, se désintéresse des choses belles, émancipatrices, sources d’élévation, de libération et d'unité. Il se préoccupe davantage des choses matérielles, monnayables, rentables et ne fait pas d'efforts de pensée. Ces incultes sont décrits par Hannah Arendt comme de « simples faiseurs d'argent ».

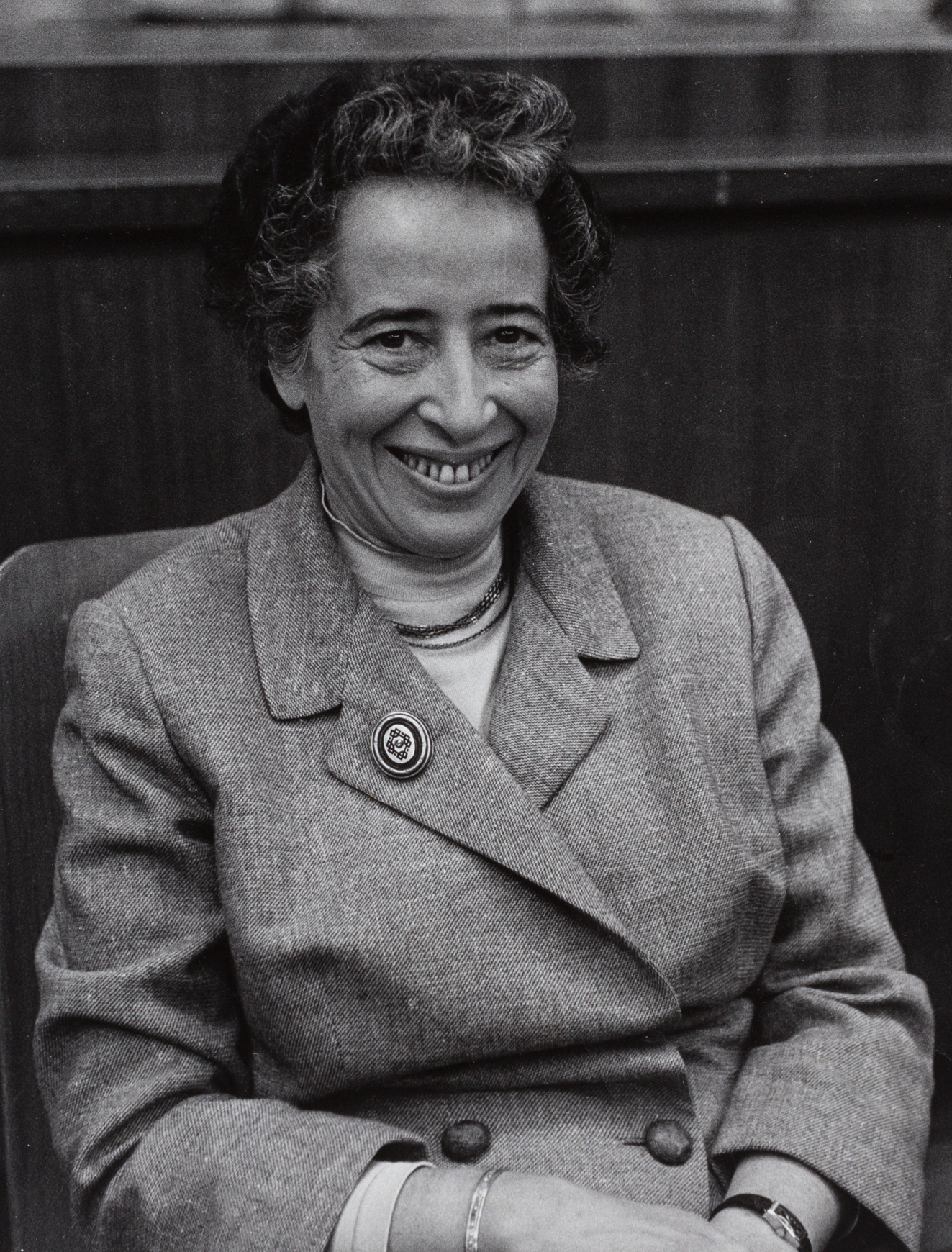
Hannah Arendt distingue le philistinisme inculte et le philistinisme cultivé.

#### Le philistinisme cultivé
Le philistin cultivé, lui, est tout autre, dans la mesure où il s'intéresse effectivement à la culture, mais pour des raisons perçues comme illégitimes par Arendt, et qui sont loin de celles inhérentes et propres aux grandes œuvres de l'esprit humain. 
En effet, cette notion renvoie à l'ensemble des personnes qui utilisent les biens culturels comme instrument, comme un moyen au service de leur élévation dans les rangs sociétaux. Ils portent certes un intérêt à la culture, mais ce n'est que pour nourrir les passions sociales que sont la recherche de pouvoir et de prestige. Ils consacrent ainsi du temps à l'étude des œuvres uniquement pour en tirer des bénéfices symboliques, une position sociale qu'ils jugent supérieure, en servant des intérêts narcissiques. Ce sont des intellectuels qui font preuve d'un comportement snob, ou encore hautain, puisqu'ils utilisent l'art (à l'instar d'une monnaie ou d'une marchandise échangeable), pour se distinguer, appartenir aux classes dirigeantes et pour jouir d'un sentiment de domination. Ce processus se traduira par exemple lorsque le philistin cultivé instruira un autre individu, sur une notion méconnue par ce dernier. Il aura alors l'impression de briller dans le regard de l'autre, de susciter l'admiration (tant convoitée). Ce mécanisme social sera cependant effectué de manière désavouée et cachée par le masque du désintéressement. « Dans cette lutte pour une position sociale, la culture commença à jouer un rôle considérable : celui d'une des armes, sinon la mieux adaptée, pour parvenir socialement et s'éduquer ». L'art devient une clef au développement, à l'éducation et à l'enrichissement personnel, quand il devrait être une clef à la contemplation et à l'expression d'émotions. « Ce peut être aussi utile, aussi légitime de regarder un tableau en vue de parfaire sa connaissance d'une période donnée, qu'il est utile et légitime d'utiliser une peinture pour boucher un trou dans un mur ».
De plus, Arendt précise que ce comportement s'observe dans la société, ou encore la bonne société, c'est-à-dire les couches de la population qui disposent de plus de richesses et de temps libre (elles correspondent à la bourgeoisie et l'aristocratie du XIXe siècle).  
Arendt affirme que cette utilisation particulière de l'art, et ces finalités qui lui sont octroyées, détournent le philistin du réel message, et de la réelle portée de l’œuvre, à savoir : « le pouvoir d'arrêter notre attention et de nous émouvoir ».

### Chez Bourdieu
Pierre Bourdieu va encore plus loin dans cette analyse de la distinction esthétique, en estimant que c'est là la seule raison d'être de l'art. Selon sa thèse (exposée dans son ouvrage La Distinction  publié en 1979), les distinctions du beau et du laid, du noble et du vulgaire, sont uniquement des distinctions de classe et reflètent les rapports de domination sociétaux. Le monde culturel n'existerait et ne serait conçu que pour ce jeu social dissimulé et calculateur.